# Follia d'amore
Follia d'amore (Madness of Love) is de eerste single van Raphael Gualazzi. Het nummer won de prijs van "nieuwkomende artiest" op het festival van San Remo. 
Op 19 februari 2011 werd Gualazzi verkozen om Italië met dit lied te vertegenwoordigen op het Eurovisiesongfestival 2011 in Düsseldorf. Het was de eerste keer in 14 jaar tijd dat Italië terug deelnam. Uiteindelijk behaalde Gualazzi de tweede plaats, na Azerbeidzjan.

## Hitnotering

### NederlandseSingle Top 100
| Hitnotering: 21-05-2011 | Hitnotering: 21-05-2011 | Hitnotering: 21-05-2011 |
| Week:                   | 1                       |                         |
| ----------------------- | ----------------------- | ----------------------- |
| Positie:                | 90                      | uit                     |